# Rue Hérault-de-Séchelles
La rue Hérault-de-Séchelles est une voie du 17e arrondissement de Paris, en France.

## Situation et accès
La rue Hérault-de-Séchelles est une voie publique située dans le 17e arrondissement de Paris. Elle débute rue Floréal et se termine rue Morel, à Saint-Ouen.
L'ensemble de cette rue a la particularité d'être partagé entre trois départements : Paris, la Seine-Saint-Denis (Saint-Ouen) et les Hauts-de-Seine (Clichy).

## Origine du nom

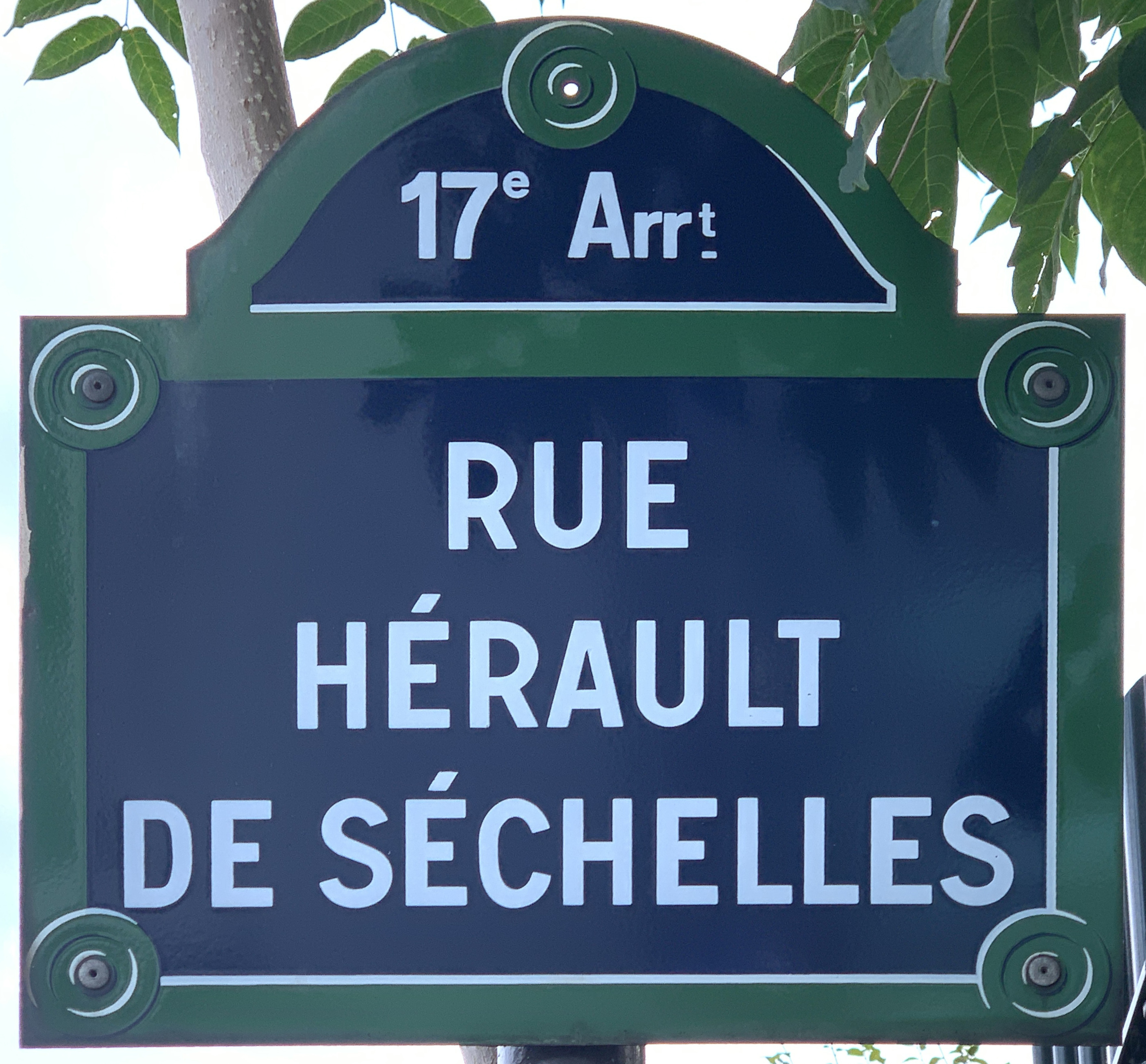
Plaque de la rue.

Elle porte le nom de l'écrivain, magistrat, homme politique, Marie Jean Hérault de Séchelles (1759-1794), parrain en juin 1793 de la Constitution de l'an I et à trois reprises - novembre 1792, mai-juin puis août 1793-, président de la Convention nationale.

## Historique
Cette rue résulte de la fusion, par arrêté du 22 janvier 1932, sous le nom de « rue Hérault-de-Séchelles », de :
- la rue Morel-Prolongée, entre le boulevard du Bois-le-Prêtre et l'ancienne assiette de la rue Floréal ;
- d'une partie de la rue Morel, située autrefois sur le territoire de Saint-Ouen annexé à Paris par décret du 27 juillet 1930, qui faisait alors partie du chemin de grande communication no 18 bis.

L'assiette de la voie a été réduite lors de l'aménagement de la zone et de la création du boulevard périphérique en 1969.